# A wczora z wieczora
A wczora z wieczora – barokowa kolęda nieznanego autorstwa. 

## Historia
Jej pierwszy zapis znany jest z „Symfonii anielskich abo Kolęd mieszkańcom ziemskim od muzyki niebieskiej wdzięcznym okrzykiem na Dzień Narodzenia Pańskiego zaśpiewanych” Jana Żabczycy, na pozycji szesnastej. Tom przechowywany jest w Bibliotece Czartoryskich w Krakowie. Powyższy zbiór był wydawany w latach późniejszych pod nazwiskiem Jana Karola Dachnowskiego. Nie zachowały się oryginalne nuty do kolędy. W związku z tym zastosowano kontrafakturę, na potrzebę utworu używano melodii piosenki świeckiej (ręczne zapiski z „Symfonii...” wskazują na śpiewanie kolędy jak piosenkę „A będziesz mnie bijał”). Ksiądz Michał Marcin Mioduszewski w „Pastorałkach i kolędach” z 1843 roku zamieścił trzy różne melodie do kolędy. Dziś przyjęta melodia jest bardzo podobna do zapisu ks. Jana Siedleckiego w „Śpiewniczku” z 1908 roku. Tekst „A wczora z wieczora” został zapisany w formie 15 zwrotek. Istnieje też wariant kolędy pochodzący z Mazowsza oraz zapis kolędy opisany jako odkryty i spisany w Bóbrce nad Zalewem Myczkowieckim przez Oskara Kolberga.
Swoją wersję kolędy nagrał zespół Enej oraz Krzysztof Krawczyk.